# Знаменский район (Смоленская область)
Знаменский район — административно-территориальная единица в составе Западной и Смоленской областей РСФСР, существовавшая в 1929—1961 годах.
Знаменский район был образован в составе Вяземского округа Западной области в 1929 году. Центром района было село Знаменка. Район был образован из территорий, прежде входивших в Юхновский уезд Смоленской губернии.
В 1930 году Вяземский округ был упразднён, и Знаменский район перешёл в прямое подчинение Западной области.
В 1937 году Знаменский район вошёл в состав Смоленской области.
В 1961 году Знаменский район был объединён со Всходским в единый Угранский район.